# GO-Box

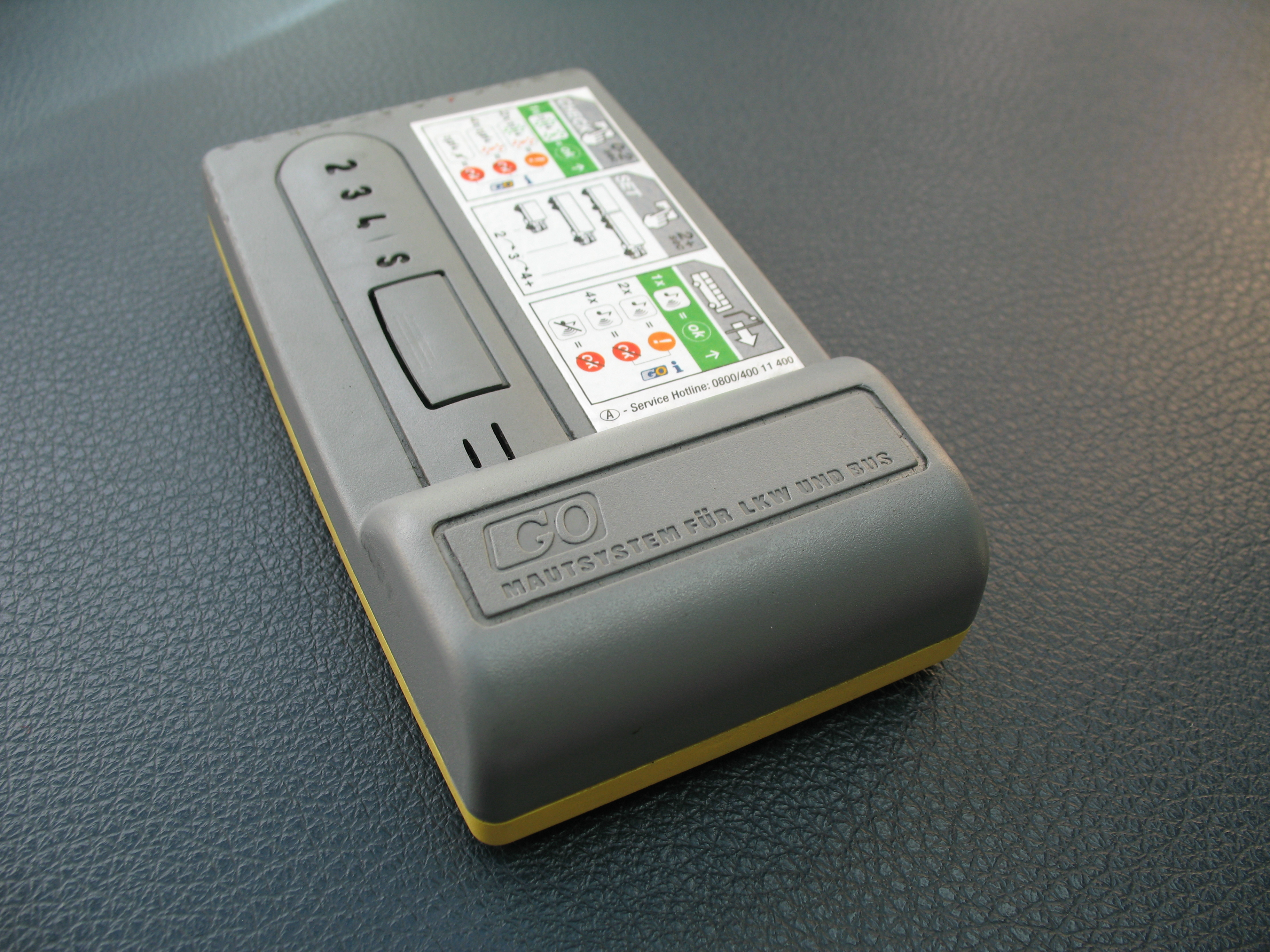
Un terminal GO-Box destiné au paiement des trajets autoroutiers pour véhicules lourds en Autriche.

Go-Box est le nom commercial donné à un système de télépéage pour poids-lourds en Autriche.

## Historique
Ce mode de taxation des véhicules de + de 3,5 tonnes de poids autorise en charge (camions et cars...) a été instauré en 2002 pour l'ensemble des autoroutes et voies assimilées autrichiennes.

## Fonctionnement
Un appareil sensiblement ressemblant au télépéage est installé au centre et en bas du pare-brise du véhicule. Il est possible de créditer l'utilisation de ce terminal suivant la fréquence de passage de l'usager. L'utilisation régulière du réseau à péage peut donner lieu à une facturation mensuelle, tandis que les voyages plus rares se font par recharge en créditant une somme pré-payée.

### Facturation
Le tarif est individuellement fixé suivant la catégorie et le kilométrage parcouru par chaque véhicule.
Depuis 2010, il est possible de paramétrer chaque terminal suivant la catégorie de pollution des véhicules.

### Contrôles
Des portiques de contrôle sont implantés sur les lieux stratégiques du réseau autoroutier.